# Pierre Bruno Bourla

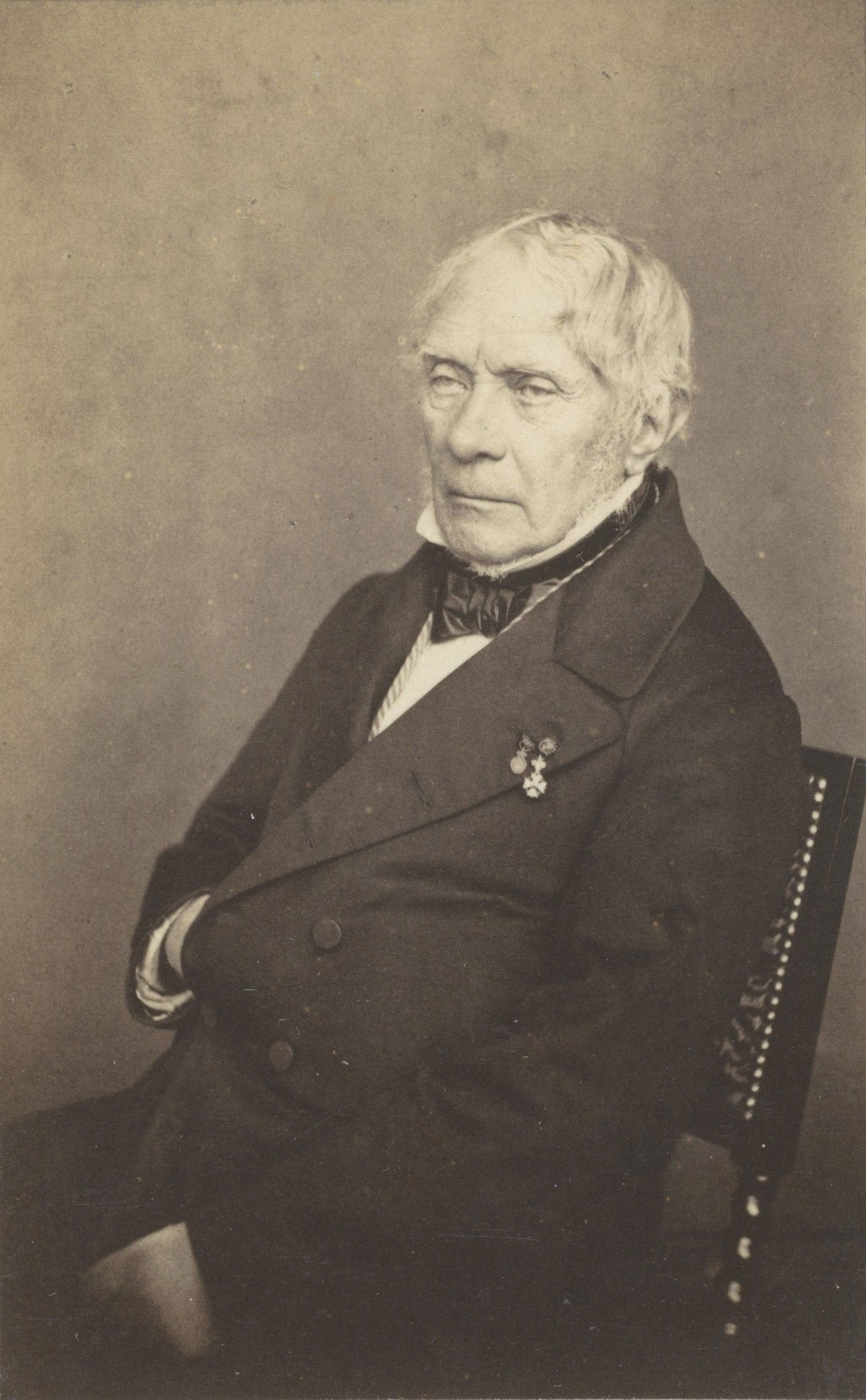
Bourla

Pierre Bruno Bourla (Parijs, 19 december 1783 - Antwerpen, 31 december 1866) was een neoclassicistisch architect, stadsbouwmeester en bestuurder van de havenwerken te Antwerpen.

## Biografie

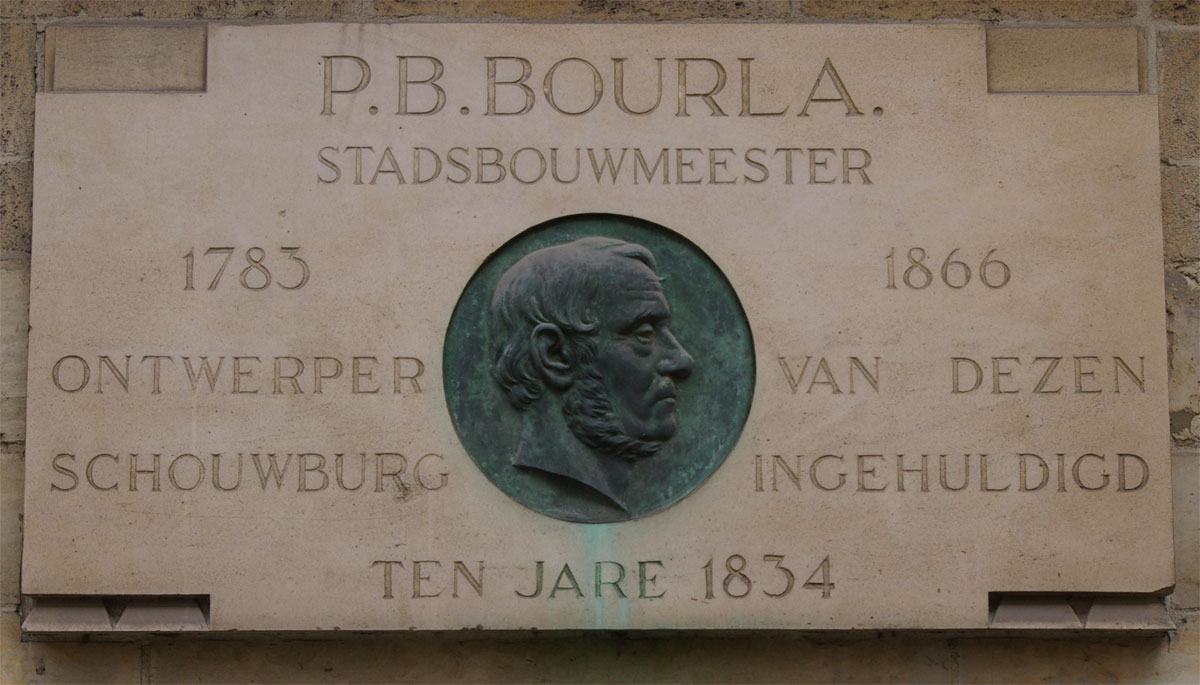
Gedenkplaat voor Pierre Bruno Bourla aan de Bourlaschouwburg

Hij zou in de leer geweest zijn bij bouwmeester Charles Percier.
Hij nam deel aan de veldslagen van Napoleon Bonaparte in Duitsland, Spanje en Portugal.
Omstreeks 1816 vestigde hij zich in het Verenigd Koninkrijk der Nederlanden waar hij zich verder bekwaamde in de bouwkunde te Gent (1817), Brussel (1818) en Antwerpen (1819). In de periode 1816-1819 was hij werkzaam te Tervuren. Hij was leraar aan de Koninklijke Academie voor Schone Kunsten te Antwerpen (1819-1824) en stadsbouwmeester en bestuurder van de havenwerken te Antwerpen (1819-1861).

## Belangrijkste realisaties te Antwerpen

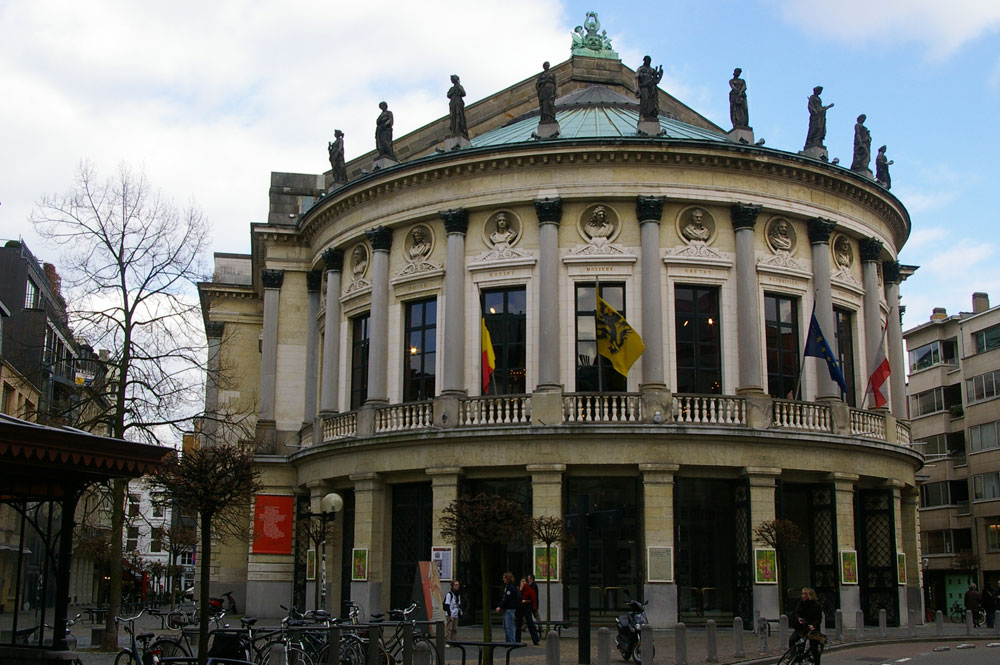
De Bourlaschouwburg

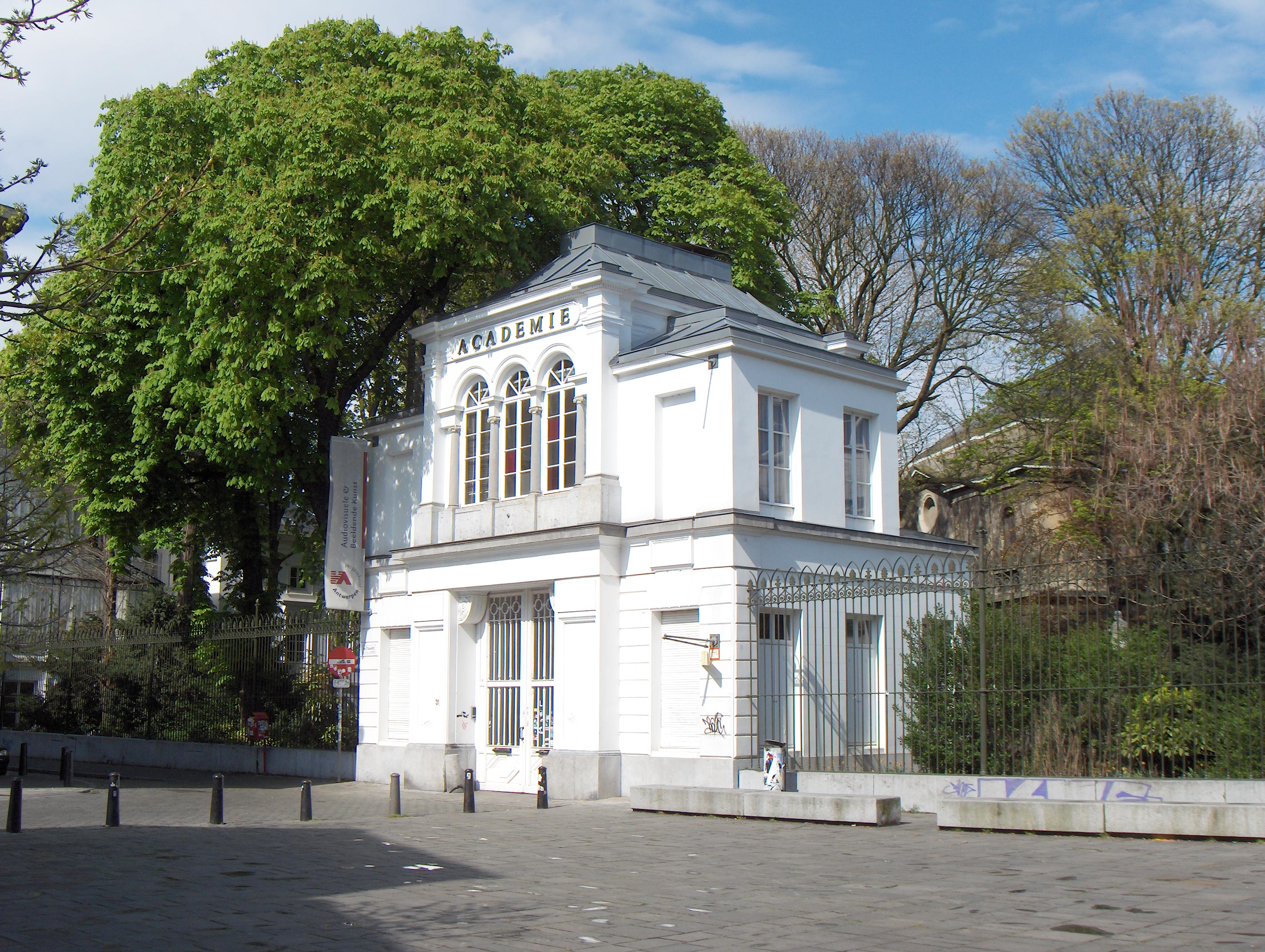
Ingangspaviljoen van de Koninklijke Academie voor Schone Kunsten van Antwerpen

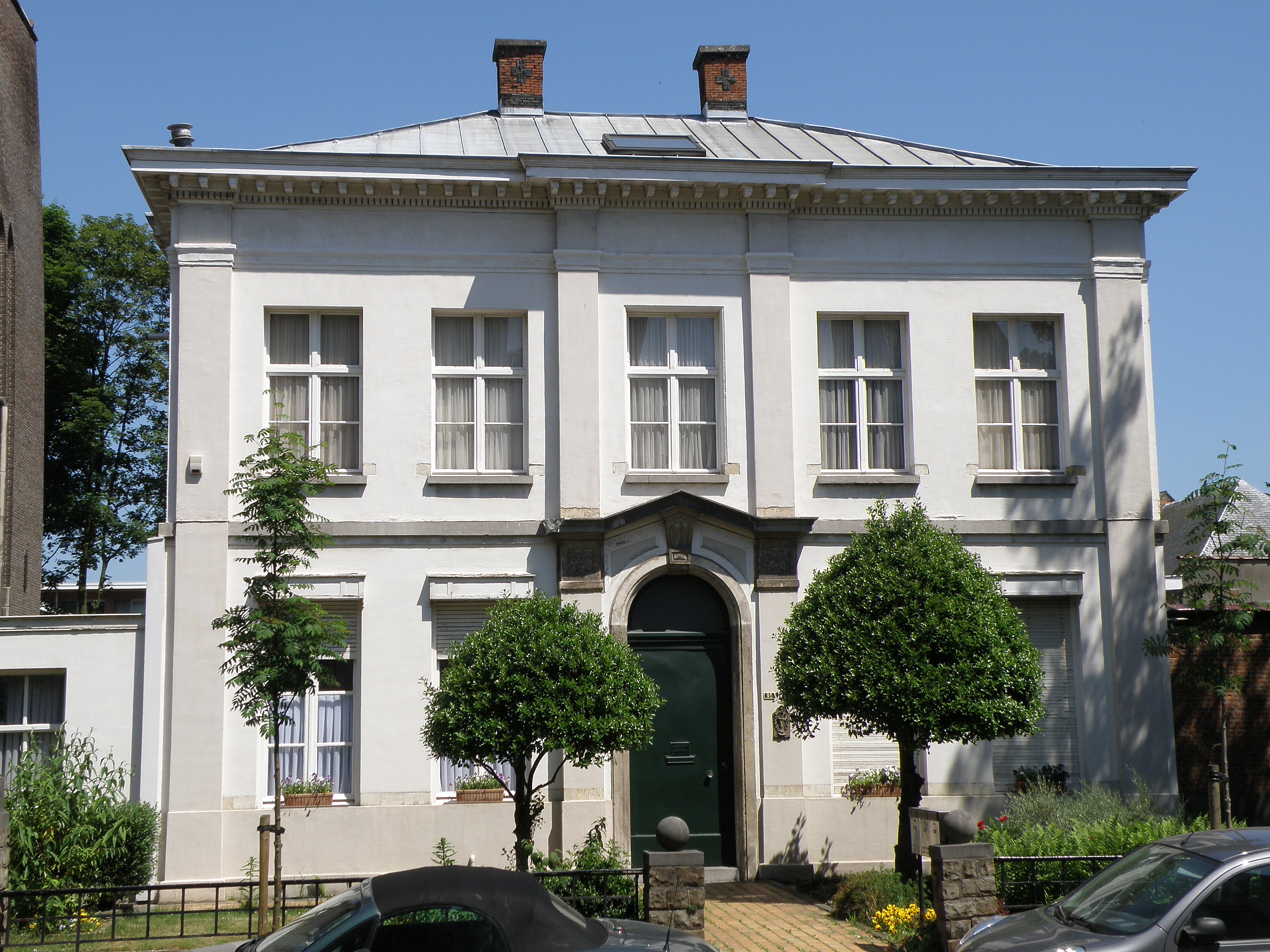
Pastorie van de Sint-Laurentius-parochie te Antwerpen.

- Aanplanting van een dubbele rij bomen aan de voet van de Spaanse omwalling aan de stadszijde. Ze werden geplant tussen de Kipdorppoort, Sint-Jorispoort en Beggaardenpoort en op het voorplein tegenover de Citadel langsheen de huizen, nu Kasteelpleinstraat. (1821)
- Ombouw van de oostvleugel en grondige renovatie van het interieur van het Stadhuis. Overkoepeling van de binnenkoer. (1824 vlg.)
- de derde versie van de Sint-Laurentiuskerk[1][2] aan de Markgravelei (afgebroken in 1932) en pastorie (1824-1825)
- de Orangerie (verdwenen) in de Kruidtuin aan de Leopoldstraat (1826)
- herstellingswerken aan de noordtoren van de Onze-Lieve-Vrouwekathedraal (1827 vlg.)
- het Théatre Royal Français, beter bekend als de Bourlaschouwburg (ontwerp 1827, bouw 1829-1834)
- nieuwgebouwde stadsscholen aan de Waaistraat (1828) en Blindenstraat (1829)
- verbetering van de kaaien (de Werf 1821, hoek Nassaustraat, Sint-Laureiskaai, Napoleonkaai 1829, Van Dijckkaai 1837, Entrepotkaai 1837-1839, Jordaenskaai 1839, Plantinkaai 1848)
- de overdekking van de ruien tot riolering (Boterrui, Burchtgracht, Leguitgracht, Predikherenrui, Oude Leeuwenrui)
- de ombouw en uitbreiding van het Sint-Elisabethgasthuis met plantentuin (1836, 1842-1851)
- het entrepot "Bezaenhuis"
- het krijgsmagazijn in de Belliardstraat (1837)
- het museum en het ingangspaviljoen van de Koninklijke Academie voor Schone Kunsten (1841-1847)
- de nieuwe vismarkt (1841-1842)
- de stadsscholen aan de Kipdorpvest (1845-1847) en de Leguit (1853)
- de Infanteriekazerne aan de Begijnenvest (Generaal Drubbelkazerne, voorheen Sint-Joriskazerne) (1847-1849)
- de havenwerken aan de Kattendijk (1856-1860)

## Aanvullende literatuur
- L. De Barsée, 'De bouwkunst in de XIXde eeuw', in: Bouwstoffen van de geschiedenis van Antwerpen in de XIXde eeuw (1964)
- Dienst voor werken der Stad Antwerpen. Een eeuw openbare werken te Antwerpen (1964)

- Gemeinsame Normdatei: 13413723X
- International Standard Name Identifier: 0000 0000 8218 7649
- Library of Congress Control Number: nr97017819
- Union List of Artist Names: 500235820
- Virtual International Authority File: 35665300
- WorldCat: E39PBJwRVxk6RVGPj86YhC4KBP